# Estelle Irizarry
Estelle Irizarry (1937-2017), era una professora de Costa Rica emèrita de literatura hispànica a la Universitat de Georgetown, Washington, DC. Va ser dels primers historiadors a aportar proves objectives basades en criteris científics i metodologia per resoldre els misteris que envolten la identitat de Colom.
Ha escrit llibres sobre autors espanyols com Francisco Ayala, Rafael Dieste, Odón Betanzos Palacios i E. Fernández Granell, així com d'escriptors-pintors espanyols del segle xx.

## ADN dels escrits de Cristòfor Colom
L'any 2009, va presentar a Madrid el llibre L'ADN dels Escrits de Cristòfor Colom. Hi conclou que Colom escrivia en català i era jueu-convers. Després d'investigar les cartes de Colom, destaca que algunes estan puntuades amb vírgules suspensives i punts [/.] [/] [//]. Estelle Irizarry va dir que «l'estil de puntuació obeïa a una disposició geogràfica, que els de Castella no feien servir vírgules i que aquestes sorgien a les terres catalano-parlants de l'antiga Corona d'Aragó». Afegeix: «En el llibre es compara el sistema d'escriptura del navegant amb manuscrits de Galícia, Portugal, Itàlia, Tarragona, Castella, Barcelona, Eivissa, Europa o Gènova, entre d'altres, i fins ara l'ADN (lingüístic) apunta a Eivissa».

## Obra
Irizarry va rebre el Gran Premi Nacional de la Fira Internacional del Llibre a Puerto Rico l'any 2010. Els seus últims treballs són una edició actualitzada dels Infortunis d'Alonso Ramírez i una nova ficció - La carta d'amor de Cristòfor Colom a la Reina Isabel.